# Alf Kåre Tveit
Alf Kåre Tveit (Farsund, 26 aprile 1967) è un ex calciatore norvegese, di ruolo attaccante.

## Carriera

### Club
Tveit giocò per il Viking dal 1988 al 1993, prima conquistando la promozione nella massima divisione norvegese e poi vincendo il campionato nel 1991. Esordì nella 1. divisjon in data 30 aprile 1989, schierato titolare e autore di una rete nel successo per 4-2 sul Brann.